# Flaga Karlina
Flaga Karlina – jeden z symboli miasta Karlino i gminy Karlino w postaci flagi przyjęty 27 sierpnia 2021.

## Wygląd i symbolika

Wersja flagi w latach 2000-2021

Pierwsza wersja flagi zaprojektowana została jako biały płat tkaniny, na którym znajdują się dwie wstęgi w kolorze niebieskim układające się w literę „V”. Nad połączonymi wstęgami widnieje infuła biskupia koloru zielonego ze złotym obszyciem oraz po bokach dwa czerwone pastorały piórami na zewnątrz.
- infuła i pastorały jako insygnia biskupie nawiązują do biskupa kamieńskiego Filipa von Rehberga, który nadał prawa miejskie i ustanowił herb miasta
- dwie niebieskie wstęgi nawiązują do dwóch rzek przepływających przez gminę: Parsętę i wpadająca do niej Radew.

Od 2021 flagą gminy jest prostokątny płat tkaniny o proporcjach 5:8, podzielony na dwa równe poziome pasy: błękitny i czerwony, z herbem gminy w jego centralnej części.